# Kung Fu Panda: The Dragon Knight
Kung Fu Panda: The Dragon Knight (Nederlandse titel Kung Fu Panda: De drakenridder) is een Amerikaanse computer-geanimeerde televisieserie die geproduceerd werd door DreamWorks Animation als derde televisieserie in de Kung Fu Panda-franchise. De serie werd uitgezonden door Netflix.

## Verhaal
De serie begint een paar jaar na de gebeurtenissen van Kung Fu Panda 3 en Kung Fu Panda: The Paws of Destiny, waar Po de reuzenpanda zijn huis moet verlaten en moet beginnen aan een wereldreis door China voor verlossing en gerechtigheid, waarbij hij een partner vindt, een no-nonsense Engelse ridder genaamd Luthera (een bruine beer), ook wel bekend als Wandering Blade, om vier elementaire wapens te vinden die de wereld lang geleden hebben uiteengevallen.

## Stemverdeling
| Acteur             | Personage                                 |
| ------------------ | ----------------------------------------- |
| Jack Black         | Po / Op                                   |
| Rita Ora           | Sir Luthera / Wandering Blade             |
| Chris Geere        | Klaus Dumont                              |
| Della Saba         | Veruca Dumont / Rabia's moeder            |
| James Hong         | Mr. Ping                                  |
| Rahnuma Panthaky   | Rukhmini                                  |
| Melissa Villaseñor | Akna                                      |
| Ed Weeks           | Colin / Mashmeater / Basil / Rock Monster |
| Shohreh Aghdashloo | Forouzan                                  |
| Omid Abtahi        | Sir Alfred                                |

## Afleveringen
| Seizoen | Afleveringen | Originele uitzenddatum |
| ------- | ------------ | ---------------------- |
| 1       | 11           | 14 juli 2022           |
| 2       | 12           | 12 januari 2023        |
| 3       | 19           | 7 september 2023       |

## Prijzen en nominaties
| Jaar | Prijs                              | Categorie                                                                             | Genomineerde(n)                                                          | Uitslag     |
| ---- | ---------------------------------- | ------------------------------------------------------------------------------------- | ------------------------------------------------------------------------ | ----------- |
| 2022 | KidScreen Awards                   | Beste nieuwe serie in kinderprogrammering                                             | Beste nieuwe serie in kinderprogrammering                                | Gewonnen    |
| 2023 | Annie Awards                       | Uitstekende prestatie voor storyboarding in een geanimeerde televisie-/mediaproductie | Grace Liu (voor "The Knight's Code")                                     | Genomineerd |
| 2023 | Children's and Family Emmy Awards  | Uitstekende stemprestaties in een kinder- of jonge tienerprogramma                    | Jack Black                                                               | Gewonnen    |
| 2023 | Children's and Family Emmy Awards  | Uitstekende regie voor een animatieprogramma                                          | Uitstekende regie voor een animatieprogramma                             | Genomineerd |
| 2023 | Children's and Family Emmy Awards  | Uitstekende muziekregie en compositie voor een animatieprogramma                      | Uitstekende muziekregie en compositie voor een animatieprogramma         | Gewonnen    |
| 2023 | Children's and Family Emmy Awards  | Uitstekende geluidsbewerking en geluidsmixing voor een animatieprogramma              | Uitstekende geluidsbewerking en geluidsmixing voor een animatieprogramma | Genomineerd |
| 2023 | Shanghai International TV Festival | Beste animatie                                                                        | Beste animatie                                                           | Genomineerd |
| 2023 | Shanghai International TV Festival | Beste storytelling (beste schrijf) animatie                                           |                                                                          | Genomineerd |